# Sabulodes mimallonata
Sabulodes mimallonata là một loài bướm đêm trong họ Geometridae.